# 戈斯特拉山
48°50′20″N 22°52′35″E / 48.83889°N 22.87639°E

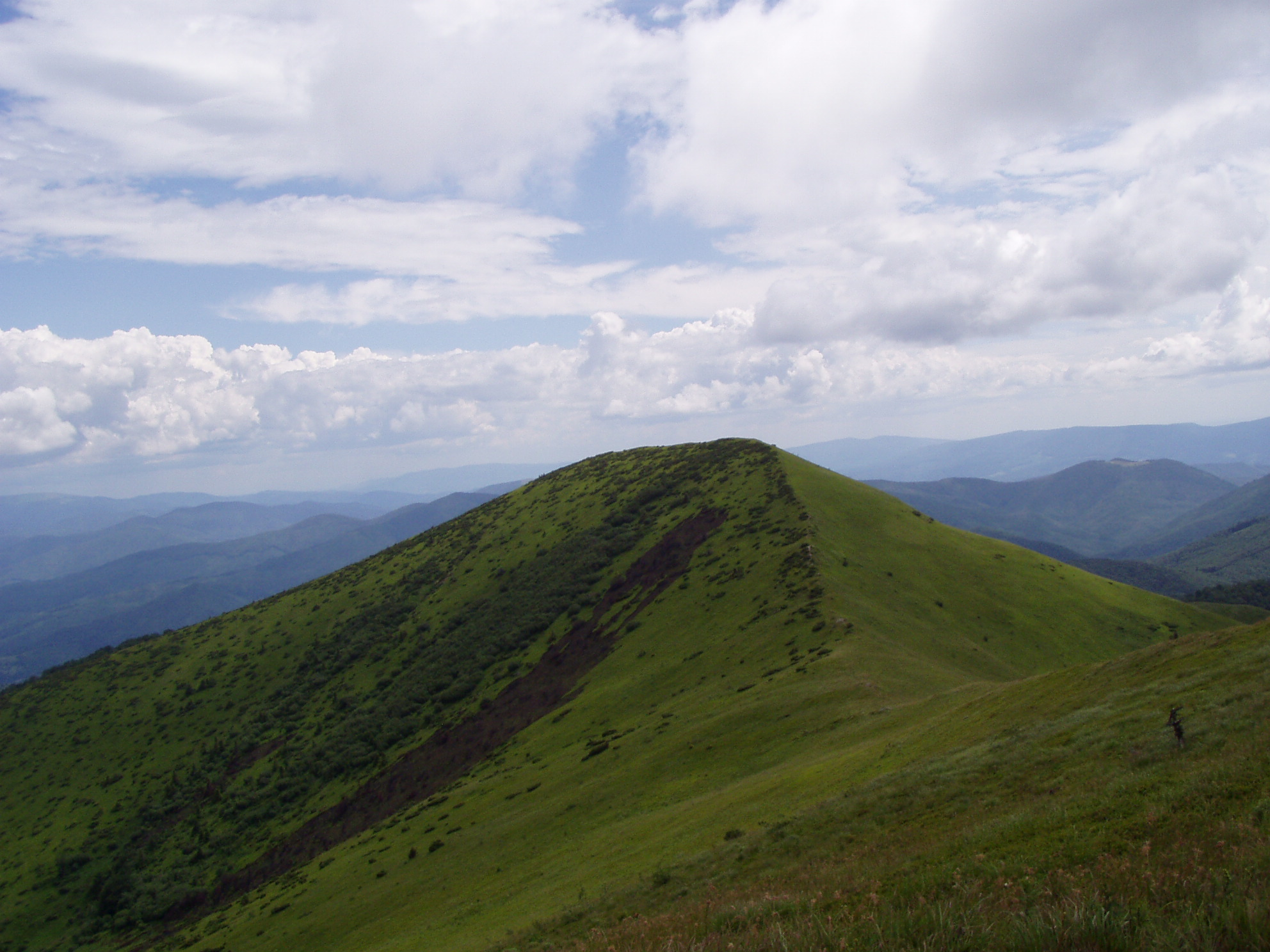

戈斯特拉山是烏克蘭西部的山峰，屬於烏克蘭喀爾巴阡山脈的一部分。該山峰位於外喀爾巴阡州裏烏日霍羅德區和穆卡切沃區之間的交界，海拔高度1,405米。